# Heterosporie
Heterosporie of anisosporie is het verschijnsel dat de sporen in twee grootte-klassen voorkomen. De grote sporen heten dan macrosporen (megasporen), de kleine microsporen. Essentieel hierbij is echter de geslachtsdifferentiatie.
Heterosporie komt voor bij veel Embryophyta, met name bij bedektzadigen, bij naaktzadigen, bij veel varens, maar ook bij enkele mossen. De term wordt gebruikt als tegenstelling tot isosporie, waarbij de sporen maar in één grootte voorkomen.
Bij Equisetum (paardestaarten) komt een functionele heterosporie voor, maar geen morfologische heterosporie. Dus de sporen zijn gelijk van afmeting, maar de gametofyten die daaruit groeien zijn of mannelijk of vrouwelijk. De sporen heten "androspore", respectievelijk "gynospore".

## Geslachtsdifferentiatie
Sporen (meiosporen) worden bij planten door meiose (reductiedeling) gevormd in sporangia. Isosporie, het verschijnsel dat de alle sporen ongeveer van gelijke grootte zijn, gaat gewoonlijk samen met de uit de sporen groeiende tweeslachtige voorkiem (prothallium).
Bij paardenstaart-soorten zijn de sporen uiterlijk gelijk (isospoor), maar de helft van de voorkiemen is mannelijk en vormt antheridia, de andere helft is vrouwelijk en vormt archegonia op de voorkiem.
De situatie zoals bij de paardenstaart komt verder zelden voor. Meestal zijn de mannelijke en vrouwelijke sporen ook verschillend in grootte: microsporen en macrosporen.
Microsporen, gevormd in microsporangia, zijn mannelijk en kunnen uitgroeien tot een microgametofyt, dat de antheridia vormt. Bij zaadplanten zijn de microgametofyt met de antheridia zeer sterk gereduceerd tot enkele celkernen. Stuifmeelkorrels zijn de zich ontwikkelende microsporen van zaadplanten. De microsporen zijn dan duidelijk groter dan de microscopische macrosporen.
Macrosporen, gevormd in macrosporangia, zijn vrouwelijk en kunnen uitgroeien tot een macrogametofyt (megagametofyt), waarop zich de archegonia vormen. Bij zaadplanten komen de macrosporen niet meer vrij maar ontwikkelen zich binnen het macrosporangium.

## Heterosporangiaat
Heterosporie komt gewoonlijk voor bij heterosporangiate planten, dus bij planten met twee typen sporangia: microsporangia en macrosporangia. De mannelijke microsporen worden in meestal grote aantallen gevormd in een microsporangium. De vrouwelijke macrosporen worden in gewoonlijk kleine aantallen of slecht één gevormd in een macrosporangium.
Isospore planten zijn ook isosporangiaat: alle sporangia zijn van gelijke vorm en grootte. Dit is het geval bij (bijna) alle mossen, bij wolfsklauwen (Lycopodium) en paardenstaarten (Equisetum).
De macrosporen en microsporen kunnen in hetzelfde sporangium worden gevormd (zoals zeldzaam bij sommige soorten mossen), maar bij andere soorten in macrosporangia en microsporangia (bijvoorbeeld bij Selaginella). Ook kunnen de macrosporangia en de microsporangia op dezelfde plant voorkomen (eenhuizig), maar ze kunnen ook verdeeld zijn over mannelijke en vrouwelijk planten (tweehuizig).

## Overzicht
| Biologische levenscycli bij meercellige organismen met geslachtelijke voortplanting | Biologische levenscycli bij meercellige organismen met geslachtelijke voortplanting | Biologische levenscycli bij meercellige organismen met geslachtelijke voortplanting | Biologische levenscycli bij meercellige organismen met geslachtelijke voortplanting | Biologische levenscycli bij meercellige organismen met geslachtelijke voortplanting                                                        |
|                                                                                     |                                                                                     | Cytologische kernfasewisseling                                                      | Cytologische kernfasewisseling                                                      | Cytologische kernfasewisseling |
| Type organisme →                                                                    | Type organisme →                                                                    | Haplont                                                                             | Diplont                                                                             | Diplohaplont = Haplodiplont |
| ----------------------------------------------------------------------------------- | ----------------------------------------------------------------------------------- | ----------------------------------------------------------------------------------- | ----------------------------------------------------------------------------------- | --- |
| Kernfase; Kernfasewisseling →                                                       | Kernfase; Kernfasewisseling →                                                       | Haplofase; Haplofasisch                                                             | Diplofase; Diplofasisch                                                             | Afwisseling haplofase ↔ diplofase; Diplohaplofasisch = Heterofasisch                                                                       |
| Meiose moment →                                                                     | Meiose moment →                                                                     | Zygotisch                                                                           | Gametisch                                                                           | Sporisch = Intermediair |
| Morfo- logische generatie- wisseling                                                | Monogenetisch: (monofasisch)                                                        | Monogenetische haplont                                                              | Monogenetische diplont                                                              | |
| Morfo- logische generatie- wisseling                                                | Digenetisch: (difasisch)                                                            |                                                                                     | Digenetische diplont                                                                | Digenetische diplohaplonten \| Isomorf, isospoor \| ↓ Heteromorf ↓ \| ↓ Heteromorf ↓ \| \| Isomorf, isospoor \| isospoor \| heterospoor \| |
| Morfo- logische generatie- wisseling                                                | Trigenetisch: (trifasisch)                                                          |                                                                                     |                                                                                     | Trigenetische diplohaplont |
| Isomorf, isospoor                                                                   | ↓ Heteromorf ↓                                                                      | ↓ Heteromorf ↓                                                                      |                                                                                     | |
| Isomorf, isospoor                                                                   | isospoor                                                                            | heterospoor                                                                         |                                                                                     | |